# 渡辺憲司 (日本文学者)
渡辺 憲司（わたなべ けんじ、1944年12月15日 - ）は、日本の近世文学研究者。立教大学名誉教授。元立教新座中学校・高等学校校長、元自由学園最高学部学部長。専門は近世文学・大名文芸圏・遊里史など。前田愛に師事した。

## 経歴
北海道函館市生まれ。1963年、北海道函館中部高等学校卒業。1964年立教大学法学部に入学するも、1966年に同大学文学部日本文学科へ転籍。1968年、立教大学文学部日本文学科卒業。1971年立教大学大学院文学研究科日本文学専攻修士課程修了。1976年立教大学大学院文学研究科日本文学専攻博士課程単位取得退学。
横浜市立横浜商業高等学校定時制教諭（1970年4月 - 1972年3月）、武蔵高等学校教諭（1972年4月 - 1978年3月）を経て、1978年4月梅光女学院大学短期大学部専任講師。1982年10月、同助教授。1988年4月立教大学文学部日本文学科助教授） 1990年4月同教授。1998年、博士（文学）（九州大学）。
2010年4月、立教大学名誉教授。2010年8月、立教新座中学校・高等学校校長（ - 2015年3月）。2015年4月自由学園最高学部学部長（ - 2021年3月）。
2011年3月、立教新座高等学校の卒業式が中止となったため、卒業生へのメッセージをインターネット上に公開した。このメッセージがTwitterをはじめとするインターネット上で話題となり、3月16日の一日だけで30万ページビューを数え、合計で80万回以上の接続数を記録した。老若男女がこの卒業生へのメッセージに感動・感謝し、渡辺に反響の声を寄せているとされる。2020年3月　自由学園最高学部長ブログ146回「今本当のやさしさが問われている　コロナ対策に向けて」が、多くの反響を呼んだ。

## 著書
- 『近世文学資料類従・仮名草子篇　身の鏡・理非鏡』（勉誠社） 1977
- 『長門本平家物語と下関』（赤間神宮叢書） 1990
- 『江戸遊里盛衰記』（講談社現代新書） 1994
- 『近世大名文芸圏研究』（八木書店） 1997
- 『江戸300年 吉原のしきたり』（監修、青春出版社） 2004
- 『「縁」を結ぶ日本の寺社参り』（監修、青春出版社） 2006
- 『祇園のしきたり』（監修、青春出版社） 2009
- 『吉原の落語』（監修、青春出版社） 2011
- 『時に海を見よ これからの日本を生きる君に贈る』（双葉社） 2011
- 『海を感じなさい。 次の世代を生きる君たちへ』（朝日新聞出版） 2012
- 『江戸遊女紀聞 売女とは呼ばせない』（ゆまに書房、ゆまに学芸選書ULULA） 2013
- 『江戸遊里の記憶 - 苦界残影考』（ゆまに書房、ゆまに学芸選書ULULA） 2017
- 『いのりの海へ - 出会と発見 大人の旅』（婦人之友社） 2018
- 『生きるために本当に大切なこと』（角川文庫） 2021
- 『高校生しなくてもいいこと』（旺文社） 2021
- 『江戸の岡場所 - 非合法＜隠売女＞の世界』（星海社新書） 2023

### 編共著
- 『長府の文化』（長府博物館） 1983
- 『黒川村公民館所蔵和書目録』（諸藩旧蔵和書研究会） 1985
- 『資料集成 二世市川団十郎』（和泉書院） 1988
- 『宗家文庫史料目録 和書』（厳原教育委員会） 1990
- 『仮名草子集』（渡辺守邦共校注・訳、岩波書店、新日本古典文学大系74） 1991
- 『新編 国歌大観・私家歌集Ⅴ』（角川書店） 1991
- 『下関市史・民俗編』（下関市史編修委員会） 1992
- 『学海日録・3巻』（依田学海、岩波書店） 1992
- 『江戸のノンフィクション』（東京書籍） 1993
- 『厳原町公民館所蔵古典籍目録』（厳原町教育委員会） 1994
- 『西国大名の文事』（葦書房） 1995
- 『連歌総目録』（明治書院） 1997
- 『近世歌学集成』上・中・下（明治書院） 1998
- 『江戸時代図説百科 訓蒙図彙集成』全23巻・別巻1（大空社） 2002
- 『米国議会図書館蔵 日本古典籍目録』（八木書店） 2003
- 『江戸文化とサブカルチャー』（至文堂、「国文学解釈と鑑賞」 別冊） 2005
- 『立教大学所蔵 江戸川乱歩旧蔵古典籍目録』 2005
- 『江戸文学と遊里』（ペリカン社、江戸文学） 2005
- 『新版 色道大鏡』（八木書店） 2006
- 『源氏物語と江戸文化 可視化される雅俗』（小嶋菜温子, 小峯和明共編、森話社） 2008
- 『文学に描かれた日本の「食」のすがた 古代から江戸時代まで』（小峯和明, ハルオ・シラネ共編、至文堂、「国文学解釈と鑑賞」別冊） 2008
- 『江戸吉原叢刊』全7巻（八木書店） 2010
- An Edo Anthology: Literature from Japan's Mega-City, 1750-1850 （スミエ・ジョーンズ共編、ハワイ大学出版部） 2013
- 『読んでおきたいとっておきの名作25』（旺文社） 2015
- A KAMIGATA  ANTHOLOGY LITERATURE FROM JAPANS METRO CENTERS ,1600-1700 （スミエ・ジョーンズ共編、ハワイ大学出版部） 2020
- 『江戸川乱歩大事典』（勉誠社） 2021

## 出演
- ブラタモリ 「吉原編」 2012年1月12日
- 視点・論点「今こそ子供たちに人権教育を」 2020年5月19日 NHKEテレ